# Agencia Europea para la Gestión de la Cooperación Operativa en las Fronteras Exteriores
La Agencia Europea para la Gestión de la Cooperación Operativa en las Fronteras Exteriores (también conocida como Frontex, del francés «frontières extérieures», «fronteras exteriores») fue una agencia de la Unión Europea, cuyo fin era mejorar la gestión integrada de las fronteras exteriores de los Estados miembros de la Unión. Existió entre 2004 y 2016, cuando fue sustituida por la Agencia Europea de la Guardia de Fronteras y Costas.
Aunque los Estados miembros son responsables del control y la vigilancia de las fronteras exteriores, la Agencia facilita la aplicación de las medidas comunitarias relativas a la gestión de estas fronteras.
El 15 de diciembre de 2015 la Comisión Europea presentó una propuesta para una nueva agencia, la Agencia Europea de la Guardia de Fronteras y Costas, con el motivo de reemplazar a esta agencia. Esta protegería el espacio de Schengen y contaría con unos 1.500 efectivos, capaces de actuar en cualquier país miembro en menos de "3 días". Esto surge debido a la debilidad de agencia ante la crisis migratoria de 2015 en Europa, y los deseos de proteger las fronteras europeas y el espacio de Schengen.

## Historia
2002. Se ratifica la creación de un Órgano común de expertos en fronteras exteriores a efectos de la gestión integrada de las fronteras exteriores.
2004. El 26 de octubre se crea Frontex en virtud del Reglamento (CE) nº. 2007/2004 del Consejo, por el que se crea una Agencia Europea para la gestión de la cooperación operativa en las fronteras exteriores de los Estados miembros de la Unión Europea.
2005. El 26 de abril se establece la sede de la Frontex en Varsovia y entra en funciones el 1 de mayo.

## Tareas principales
- Coordinar la cooperación operativa entre Estados miembros en materia de gestión de las fronteras exteriores.
- Establecer un modelo de evaluación común e integrada de los riesgos.
- Asistir a los Estados miembros para la formación de sus guardias de frontera.
- Realizar seguimiento de la evolución de la investigación en materia de control y vigilancia de las fronteras exteriores.
- Apoyar a los Estados miembros para organizar operaciones de retorno conjuntas.
- Ayudar a los Estados miembros enfrentados a una situación que exija una asistencia operativa y técnica reforzada en sus fronteras exteriores.
- Desplegar equipos de intervención rápida en los Estados miembros. (Modificación posterior -Reglamento (CE) nº. 863/2007 del Parlamento Europeo y del Consejo). Esta intervención, a solicitud de uno o más Estados miembros, debe producirse por un periodo limitado y en circunstancias excepcionales y urgentes, como una afluencia masiva de nacionales de terceros países que intentan entrar ilegalmente en el territorio. El Director Ejecutivo y el Estado solicitante acordarán un plan operativo que indique de manera precisa las condiciones del despliegue de los equipos. Los Estados miembros designarán un punto de contacto nacional encargado de la comunicación con la Agencia, y el director Ejecutivo uno o más expertos que serán destacados como agentes de coordinación, que actuaran en nombre de la Agencia en todos los aspectos del despliegue de los equipos de intervención rápida.

## Estructura
La Agencia estará representada por su Director Ejecutivo. La Comisión propondrá unos candidatos para el puesto sobre la base de una lista elaborada tras la publicación de la vacante en el Diario Oficial de la Unión Europea y, en su caso, en la prensa o en sitios de internet. El Director Ejecutivo de la Agencia será nombrado por el Consejo de Administración sobre la base de apreciación de sus méritos, de sus capacidades demostradas en los ámbitos administrativos y gestión, y de su experiencia en materia de gestión de las fronteras exteriores. El Consejo de administración adoptará su decisión por mayoría de dos tercios de los miembros con derecho a voto. El Director Ejecutivo estará asistido por un Director Ejecutivo Adjunto, que será nombrado por el Consejo de Administración, a propuesta del Director Ejecutivo. El nombramiento de Director Ejecutivo y del Director Ejecutivo Adjunto tendrá una validez de cinco años. El Consejo de Administración podrá prolongar dicho nombramiento una sola vez por un período de hasta cinco años.
La Agencia tendrá un Consejo de administración, formado por un representante de cada Estado miembro y dos representantes de la Comisión. El Consejo de Administración elegirá a un Presidente y a un Vicepresidente entre sus miembros. Los mandatos del Presidente y del Vicepresidente expirarán en el momento en que dejen de ser miembros del Consejo de Administración. Ateniéndose a esta disposición la duración del mandato será de cuatro años. Este mandato podrá renovarse una vez.

## Reemplazo
La Agencia Europea de la Guardia de Fronteras y Costas (también conocida como Frontex, acrónimo de «Fronteras Exteriores») es la agencia de la Unión Europea encargada de la vigilancia y protección de las fronteras exteriores de la Unión y del espacio Schengen, siendo de facto la guardia costera y fronteriza de la UE. Además colabora y coordina la acción fronteriza de la UE gracias a un sistema de gestión y control fronterizo, formada por la propia Frontex y las autoridades nacionales encargadas de la gestión de las fronteras, incluidas las guardias costeras.
Frontex se creó en 2004. En 2016, el órgano se modernizó para convertirse en la Agencia Europea de la Guardia de Fronteras y Costas, y se ampliaron sus competencias. La agencia renovada comenzó a funcionar oficialmente el 6 de octubre de 2016 en el punto de control fronterizo Kapitan Andreevo (entre Bulgaria y Turquía).

## Nota
(*) Las fronteras terrestres y marítimas de los Estados miembros, así como sus aeropuertos y puertos marítimos, a los cuales se aplican las disposiciones del Derecho comunitario europeo.